# Ringwall Heidelberg (Egloffstein)
Der Ringwall Heidelberg ist eine abgegangene vor- und frühgeschichtliche sowie frühmittelalterliche Ringwallanlage auf dem 548 m ü. NHN hohen Heidelberg nordöstlich von Äpfelbach, einem Ortsteil der Marktgemeinde Egloffstein im Landkreis Forchheim in Bayern.
Von der ehemals zweiteiligen Ringwallanlage sind noch Wall- und Grabenreste erhalten.